# オニファーイ
オニファーイ（イタリア語: Onifai）は、イタリア共和国サルデーニャ自治州ヌーオロ県にある、人口約700人の基礎自治体（コムーネ）。

## 地理

### 位置・広がり

#### 隣接コムーネ
隣接するコムーネは以下の通り。
- ガルテッリ
- イルゴリ
- オロゼーイ
- シニスコーラ